# 塞繆爾·龔帕斯

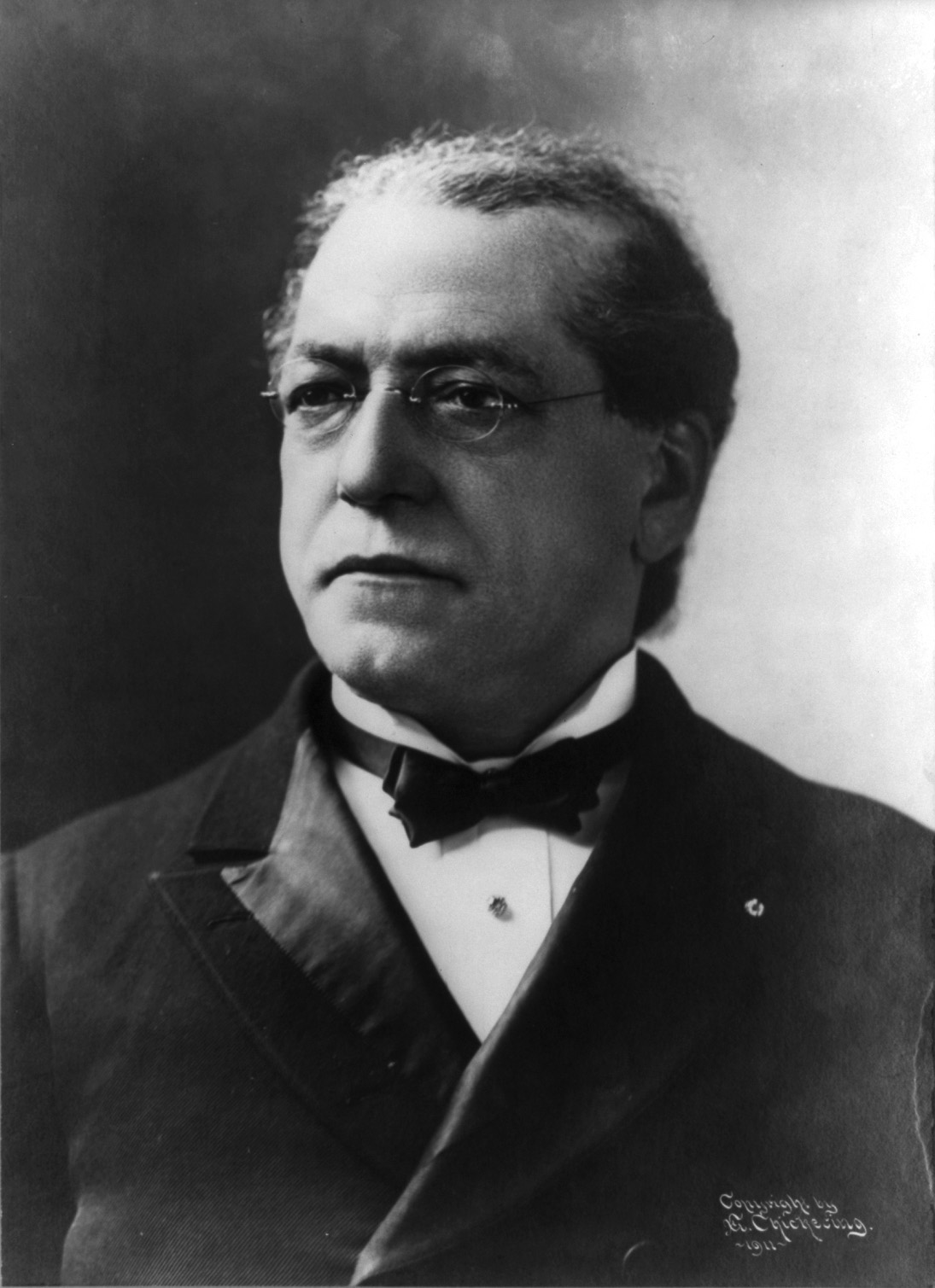
塞繆爾·龔帕斯

塞繆爾·龔帕斯（1850年1月27日—1924年12月13日），美國工會領袖，美國勞工歷史重要人物。1886年，創建美国劳工联合会，1886年—1894年、1895年—1924年擔任主席。
龔帕斯主張工會要受重視，並可以討價還價，使工人在工作空間、短工時、高薪酬等方面受保障；反對政府干預、社會主義。

## 生平
1850年1月27日，龔帕斯生於英國英格蘭倫敦东区的犹太家庭。1863年移居美国纽约，继操父业当制雪茄烟工人。1877年组织雪茄烟业工人工会。1881年参加组织“美国和加拿大有组织的行业和工会联合会”。1886年该联合会改组为“美国劳工联合会”后，长期任主席。反对工人阶级的阶级斗争，倡导劳资合作。第一次世界大战期间组织劳工军事委员会支援美国参战，被委为美国国防委员会谘询委员（1917—1919）和巴黎和会国际劳工立法委员会主席（1918—1919）。曾出版《欧洲和美洲的劳工》一书和自传等。1924年12月13日，卒於美國德克薩斯州聖安東尼奧。